# المادة المترسبة البردية
Cryoprecipitate(المادة المترسبة البردية) ، ويسمى أيضًا cryo ، هو منتج دم مصنوع من بلازما الدم. وتشمل الاستخدامات مشاكل تخثر الدم ، مثل نزيف الولادة أو التخثر المنتشر داخل الأوعية (DIC) ، بسبب انخفاض مستوى الفيبرينوجين ؛ و فقد فبرينوجين الدم الخلقي. على الرغم من أنه اُسْتُخدم
لعلاج الهيموفيليا A أو مرض فون ويلبراند، إلا أنه يفضل استخدام مركزات عوامل التخثر الأكثر تحديدًا. [1]  ويُعطى عن طريق الحقن في الوريد.[٢أما   المطابقة المتقاطعة (اختبار التوافق) ليست مطلوبة، على الرغم من أن مطابقة مجموعات ABO هي المفضلة إن أمكن.[1]  غالبًا ما يتم إعطاؤه للبالغين على شكن مكونين من 5 وحد مجتمعةات.[1]
علاج الهيموفيليا A أو داء فون ويلبراند ، إلا أنه يفضل استخدام مركزات عوامل التخثر الأكثر تحديدًا. ويعطى عن طريق الحقن في الوريد. المطابقة المتقاطعة (اختبار التوافق) غير مطلوبة، على الرغم من أن مطابقة مجموعات ABO هي المفضلة إن أمكن. غالبًا ما يتعطىإلبالغين على شكل مجموعة مكونة من 5 وحدات.
قد تشمل الآثار الجانبية الحمى وردود الفعل التحسسية والتفاعل الانحلالي الحاد والالتهابات. وبشكل عام لا ينبغي استخدامه في حالات نزيف المسالك البولية. يُصنع عن طريق إذابة البلازما الطازجة المجمدة عند درجة حرارة 4 درجة مئوية ثم الطرد المركزي وجمع الراسب. يتم بعد ذلك إعادة تعليقه بكمية صغيرة من البلازما المتبقية (بشكل عام 15 إلى 30 مل) ويتم إعادة تجميده للتخزين. إضافة إلى ذلك، فإنه يحتوي على العامل الثامن ، عامل فون ويلبراند (VWF)، الفيبرينوجين ، فيبرونكتين ، والعامل الثالث عشر.
تم تطوير Cryoprecipitate في عام 1964 من قبل جوديث بول. وكان العلاج الأول للهيموفيليا أ. وهو مدرج في قائمة منظمة الصحة العالمية للأدوية الأساسية. يمكن تخزينه في -25 درجة مئوية لمدة تصل إلى عام ونصف. بعد الذوبان وفي درجة حرارة الغرفة يجب استخدامه خلال 4 ساعات. يكلف هيئة الخدمات الصحية الوطنية الإنجليزية في المملكة المتحدة حوالي 181 جنيهًا إسترلينيًا مقابل جرعة مجمعة مكونة من 5 وحدات منه. وهو يعد أقل تكلفة من تركيز الفيبرينوجين.